# Escallonia tucumanensis
Escallonia tucumanensis är en tvåhjärtbladig växtart som beskrevs av Carl Curt Hosseus. Escallonia tucumanensis ingår i släktet Escallonia och familjen Escalloniaceae. Inga underarter finns listade i Catalogue of Life.